# Прямохаотические системы связи
Прямохаотические системы связи — цифровые системы связи на хаотических сигналах, в которых формирование хаотической несущей и модуляция информационным сигналом происходят непосредственно в полосе частот связи, а извлечение информации производится без промежуточного преобразования частоты.

## История
Идея прямохаотической связи была сформулирована в 2000 году в лаборатории ИнформХаос Института радиотехники и электроники им. В.А. Котельникова РАН (ИРЭ им. В.А. Котельникова РАН) . Эта идея родилась в результате анализа предшествующих работ по применению динамического хаоса для передачи информации.
Работы по использованию хаоса в системах связи проводились еще в 80-х годах прошлого века , однако интенсивные исследования в этом направлении стартовали в начале 90-х годов. Возникший интерес был во многом связан с открытием явлений хаотической синхронизации  и хаотического синхронного отклика .
Первые серьезные успехи были связаны с тем, что на начальном этапе исследований для ряда модельных схем была продемонстрирована возможность передачи цифровых и аналоговых сообщений с использованием хаотических сигналов . В схеме с нелинейным подмешиванием информационного сигнала в хаотический, передача речевых и музыкальных сигналов в низкочастотном и радиодиапазонах была продемонстрирована экспериментально .
Однако дальнейшие исследования показали, что системы связи, использующие хаотическую синхронизацию (или хаотический синхронный отклик), накладывают серьезные ограничения на качество канала связи и не являются, на ближайшую перспективу, практически применимыми.
Следующим важным шагом было осознание того, что, возможно, следует отказаться от использования хаотической синхронизации для того, чтобы улучшить характеристики систем связи, использующих хаос. В работе было показано, что при использовании динамического хаоса можно получить неплохие характеристики связных систем. Эти характеристики хотя и уступают характеристикам традиционных систем, но уже не в такой степени, как это имеет место для систем с хаотической синхронизацией.
Дальнейшим шагом на пути создания практических систем стал подход, связанный с существенным упрощением схемы связи за счет отказа от преобразований сигнала по частоте вверх/вниз и применения некогерентной (некорреляционной, энергетической) схемы приема. Этот подход привел к появлению прямохаотической схемы передачи информации.

## Принципы прямохаотической связи

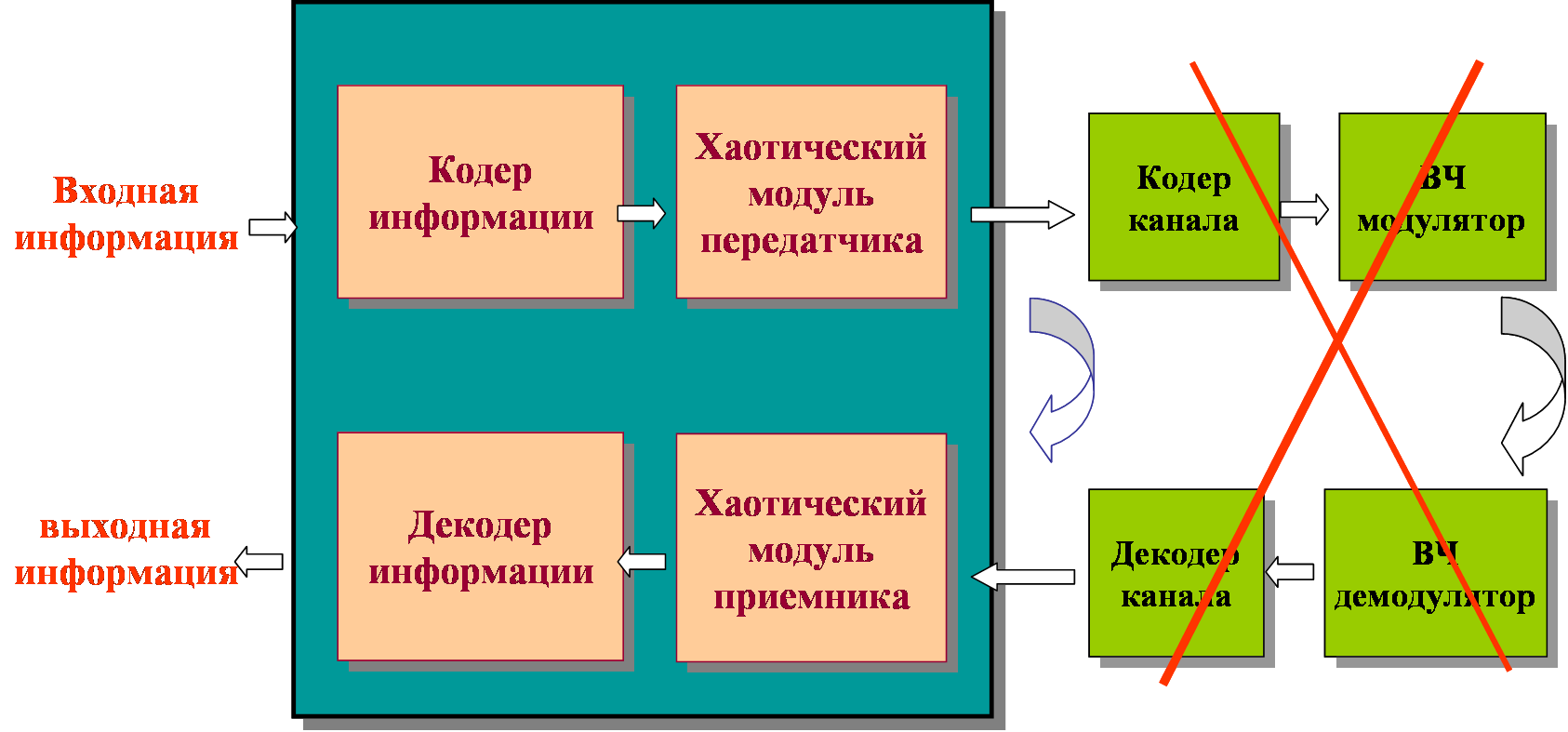
Идея прямохаотической передачи информации: формирование несущего хаотического сигнала, его модуляция и демодуляция происходят в полосе частот канала связи, информация передается при помощи хаотических радиоимпульсов

В основу прямохаотических схем связи заложены три базовых принципа:
1. источник хаоса генерирует хаотические колебания непосредственно в заданной полосе радио или СВЧ-диапазона;
2. ввод информационного сигнала в хаотический осуществляется путём формирования соответствующего потока хаотических радиоимпульсов;
3. извлечение информации из СВЧ-сигнала производится без промежуточного преобразования частоты.

С некоторыми оговорками к прямохаотическим системам можно отнести и системы, в которых несущий хаотический сигнал в радио или СВЧ-диапазоне получают путём некоторого преобразования исходного (более низкочастотного) хаотического сигнала, например, путём воздействия его на генератор, управляемый напряжением (ГУН).
Для прямохаотических систем связи могут быть использованы следующие виды сигналов: 
- маломодовые (многомодовые) хаотические колебания, генерируемые  нелинейными динамическими системами в требуемых диапазонах частот;
- фазовый хаос, получаемый с помощью систем ФАПЧ;
- хаос, получаемый путём преобразования «амплитудно-частотного хаоса» в «фазовый хаос».

Прямохаотические системы могут быть узкополосными, широкополосными и сверхширокополосными. Данное свойство определяется характеристиками используемого хаотического сигнала.

## Хаотический радиоимпульс
Ключевым понятием представленной технологии является хаотический радиоимпульс. Он представляет собой фрагмент сигнала с длиной, превышающей длину квазипериода хаотических колебаний. Полоса частот хаотического радиоимпульса определяется полосой частот исходного хаотического сигнала, генерируемого источником хаоса, и в широких пределах изменения длины импульса не зависит от его длительности. Это существенно отличает хаотический радиоимпульс от классического радиоимпульса, заполненного фрагментом периодической несущей, полоса частот которого определяется его длиной.
В прямохаотических системах связи могут использоваться различные виды модуляции: наличие или отсутствие хаотического импульса на информационной позиции (chaotic on-off keying — COOK), относительная хаотическая манипуляция (differential chaotic shift keying — DCSK), модуляция позиций импульсов (pulse position modulation — PPM) и т.д. Существенно, что для передачи информации здесь используется не непрерывный сигнал, а поток импульсов. Поэтому наряду с методом модуляции важными характеристиками являются длина импульса и скважность. Вариация этих характеристик определяет скоростные свойства системы связи и её устойчивость для различных типов каналов связи.